# Garuga pinnata
Garuga pinnata är en tvåhjärtbladig växtart som beskrevs av William Roxburgh. Garuga pinnata ingår i släktet Garuga och familjen Burseraceae. Inga underarter finns listade i Catalogue of Life.